# Brno-Medlánky
Brno-Medlánky je městská část na severním okraji statutárního města Brna. Je tvořena městskou čtvrtí Medlánky (německy Medlan), původně samostatnou obcí, která byla k Brnu připojena v roce 1919. Její katastrální území má rozlohu 3,51 km². Samosprávná městská část vznikla 24. listopadu 1990. Žije zde přibližně 6100 obyvatel.
Pro účely senátních voleb je území městské části Brno-Medlánky zařazeno do volebního obvodu číslo 60.
V katastru čtvrti se nachází letiště Medlánky, převážně s provozem kluzáků. V Medlánkách se také nachází viniční trať V pustých.

## Název
Název osady je zdrobnělina původního označení jejích obyvatel Medlané (nejstarší doklad z 1237 má znění Medlan), které znamenalo „lidé od medly“, čímž se mínila „mdle“ neboli líně, pomalu tekoucí voda (jméno je svým významem opačné jménu blízkého Bystrce). Zdrobnělá podoba je doložena od konce 16. století v podobě Mydlánky, od 17. století i Medlánko.

## Historický přehled
Většina moderního katastru Medlánek sice původně náležela ke katastrálnímu území bývalé obce Medlánky, okrajové části moderního katastru však do 2. poloviny 60. let 20. století náležely ke katastrálním územím Komín a Královo Pole, naopak některé části původního katastrálního území Medlánky náležejí od konce 60. let 20. století k moderním katastrálním územím Královo Pole a Řečkovice.

### Počátky osídlení
K jihu otevřený katastr Medlánek s hojností sprašových půd tvoří, jak dokládají archeologické nálezy, součást odedávna osídlené oblasti jižní Moravy. Svědčí o tom četnost nálezů v medlánecké cihelně, zejména v roce 1905 objevená sídlištní jáma se zdobenými zachovalými zvoncovitými poháry stejnojmenné kultury (2000 př. n. l.) a v letech 1935–1937 nalezené pohřebiště s hroby typických „skrčenců“ doby bronzové – kultury unětické (1900–1700 př. n. l.).
Také archeologický ústav ČSAV při průzkumu v roce 1954 a následně plánovaném záchranném výzkumu v letech 1964 a 1984 na staveništích Meopty a Výzkumného ústavu energetického odkryl desítky základů kůlových domů a jámových sídlištních objektů s obilnými sklípky z období kultury popelnicových polí (kultury velatické, 1250–1000 př. n. l., a podolské, 1000–700 př. n. l.) a ze starší doby železné (kultury horákovské, 700–400 př. n. l.). Jednu odkrytou sídlištní jámu – obilnici se starobylou keramikou – kladou archeologové do 8. století a dalších bezmála 70 – z toho 8 obytných kůlových, s kamennými pecemi v rohu – do 9. století, tj. období vzniku a rozmachu Velké Moravy.
Dějiny následných století, která zatím nejsou sídlištními ani hrobovými nálezy dokumentována, nám ponechávají právo usuzovat, že v té době zde usídlené společenství se dotvářelo v osadu či ves přemyslovského státu – majetek panovníka, jak stroze informují historické prameny.

### Středověká historie
Prvním dochovaným písemným dokladem, prokazujícím existenci obce v této době, je listina krále Václava I. ze 14. srpna 1237, kterou Medlánky, zničené jeho vlastním válečným tažením a doposud patřící škole sv. Petra v Brně, směňuje za svůj nepoškozený majetek v Bosonohách.
Po roce 1237 historické prameny znovu o Medlánkách na více než 100 let mlčí. Teprve v letech 1344–1380 se připomínají jako vlastníci brněnští měšťané. V letech 1381–1489 vlastní Medlánky vladykové Medlanští z Medlan. Od roku 1489 do 1559 pak pánové z Pernštejna.  Pro toto 70 let trvající vlastnictví je pro Medlánky významný rok 1532, kdy tehdejší majitel Jan z Pernštejna (byl tehdy zemským hejtmanem Markrabství moravského) osvobodil medlánecké poddané od roboty – tato výsada trvala zhruba 100 let a byla zrušena v době pobělohorské. Od roku 1559 do 1588 vlastnil Medlánky Petr Sadovský ze Sloupna, který je odkoupil od Pernštejnů spolu s panstvím sokolnickým. Roku 1588 se novým majitelem Medlánek stal za 22 tisíc zlatých Hendrych Pfefferkorn z Ottopachu. Dlouho se však ze svého majetku netěšil, neboť vzápětí zemřel. Zadlužení potomci prodali v roce 1590 Medlánky panu Jindřichu mladšímu, Purkrabímu z Donína. I zde však vlastnictví netrvalo dlouho a roku 1596 se Medlánky stávají majetkem Bohuslava Bořity z Budče.
V pobělohorské době, roku 1622, prodává Medlánky pan Bohuslav Bořita z Budče paní Alžbětě Pergarce z Pergu, rozené Kummerové, v jejímž vlastnictví jsou Medlánky až do roku 1650. V těchto letech na krátkou dobu drží Medlánky Ferdinand Zikmund Sak z Bohuňovic, který se však zadlužil a již roku 1650 Medlánky prodává. Ty se tak znovu ocitají v držení rodu Pergů. Paní Alžběta odkázala však tento majetek své dceři Prisce, která tou dobou byla provdána za hraběte z Magni. František Magnis udělal v období třicetileté války poměrně rychlou kariéru. Nejdříve byl rytířem, svobodným pánem, pak hrabětem. Na Moravě zastával úřad nejvyššího podkomořího, roku 1640 byl jmenován správcem země a od roku 1649 byl zemským sudím. Roku 1652 umírá.
Po jeho smrti založila bezdětná vdova Jana Františka Prisca z Magni roku 1654 Nadaci Marie Školské (tzv. Mariaschul) pro výchovu mladých šlechtičen a měšťanských dcer. Testamentem z 29. ledna 1654 této nadaci odkázala nejen 60 tisíc rýnských zlatých, četné šperky a klenoty, ale i palác na rohu Kobližné ulice č. 3, který byl později přestavěn na palác šlechtičen, dále dvě zahrady a svůj statek Medlánky. Nad nadací převzal patronát kardinál František z Ditrichštejna a pověřil brněnského italského stavitele Jana Křtitele Ernu výstavbou nové budovy pro potřeby nadace. Podle Ernova návrhu byl v letech 1674–1679 dům na dnešním náměstí Svobody vystavěn palác šlechtičen. A tak se stala nadace pro naše předky i pozemkovou vrchností. Podle přání paní hraběnky se staly vrchními ředitelkami nadace vždy císařovny. Ony jmenovaly vedoucí nadace, byly jimi dámy ze šlechtických rodů – svobodné paní hraběnky.

### Novodobá historie

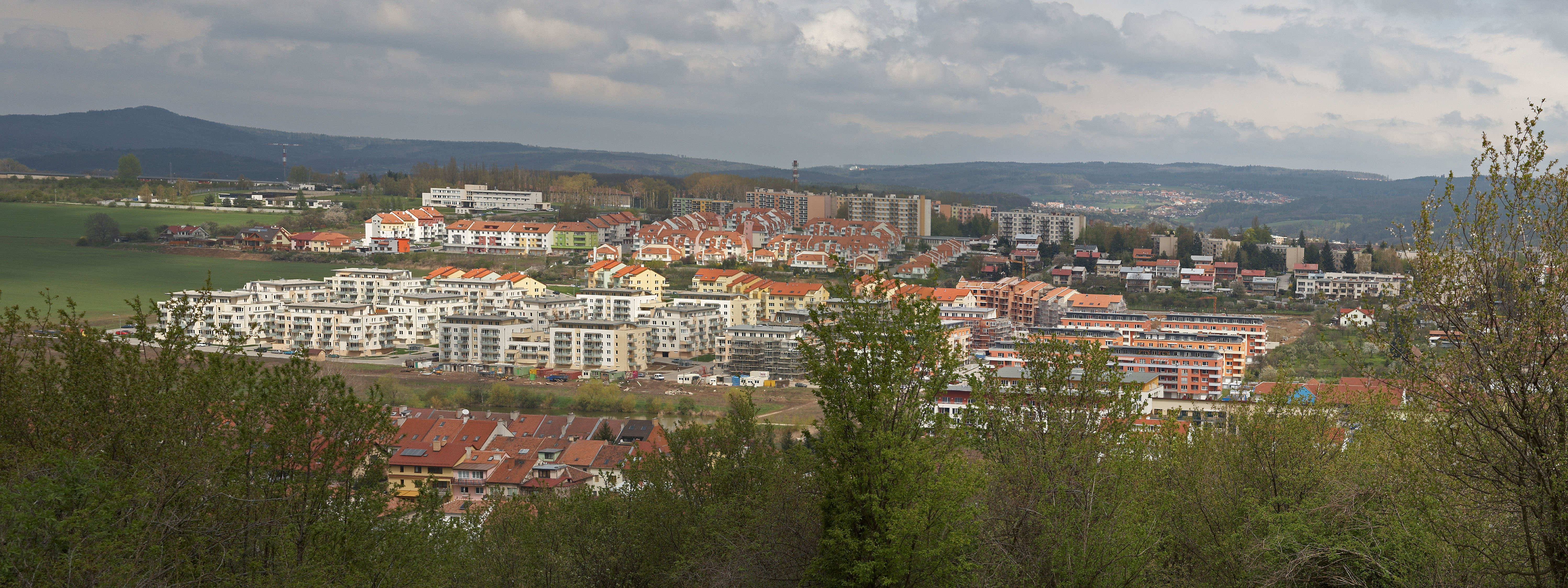
Nová výstavba v Medlánkách

Počátkem 19. století byla nadace přeměněna na Světský zaopatřovací ústav šlechtičen a v průběhu století doznala řadu změn. Od roku 1880 užívala titulu C. k. nadace šlechtičen (C. k. Adelige Stiftung). Poté se v roce 1913 změnil statut nadace a tato dostala nový název Adelige Stiftung Maria Schul, v roce 1918 pak, nesprávným překladem, název Dámský nadační ústav Marie Školské.
Výše zmíněná nadace majetkově přetrvala do roku 1947/1949, kdy její majetek v rámci pozemkové reformy převzalo Ministerstvo zemědělství ČSR a oprávněným byl z nadace vyplácen sociální důchod. V nastalém období kolektivizace zemědělství bylo v Medlánkách v roce 1951 ustaveno Jednotné zemědělské družstvo. Zprvu je tvořili bezzemci a kovozemědělci. Později vstoupili i s majetkem rolníci, které k tomu donutila hospodářská úprava půdního fondu a nemožnost samostatně hospodařit.
JZD v Medlánkách prosperovalo až do roku 1975, kdy se sloučilo s JZD Komín a v Medlánkách zůstal pouze pobočný závod s ubývající rentabilitou výroby zeleniny a květinářství, končící ve ztracenu. Zůstaly po něm chátrající a nevyužité budovy někdejšího statku s přilehlými pozemky, kde v současné době probíhá rekonstrukce areálu a nová výstavba.
Ve druhé polovině 60. let došlo při radikální druhé katastrální reformě Brna k velkým změnám katastrální hranice Medlánek, při níž Medlánky ztratily ve prospěch Řečkovic mimo jiné jihovýchodní cíp původního katastru s domy na východní straně Kuřimské ulice i areál cihelny, ve prospěch Králova Pole přišly o nejjižnější část původního katastru, kde se dnes nacházejí vysokoškolské koleje. Naopak tehdy získaly lesní pozemky na severovýchodě původního katastru Komína či okrajovou severní část původního katastru Králova Pole.
Pokud jde o urbanistický vývoj, došlo po roce 1968 v Medlánkách k rozsáhlé změně, kdy díky iniciativě několika mladých nadšenců (bratři Hlaváčové, Ing. Sedlák, paní Pokorná a další) zde vzniklo sídliště Jabloňová, jež se z části nachází na pozemcích původně náležejících ke Královu Poli. Po jeho dostavbě (návrh Ing. arch. Fuchse a Ing. arch. Rozehnala) se počet obyvatel městské části téměř ztrojnásobil.
V roce 2009 se v Medlánkách dostavovalo nové moderně koncipované sídliště V Újezdech, budované v rámci projektů Kouzelné Medlánky a Nové Medlánky.
Ve čtvrti se nachází jedna ze tří českých SOS dětských vesniček (další jsou v Doubí u Karlových Varů a Chvalčově).

## Obyvatelstvo
| 1869 | 1880 | 1890 | 1900 | 1910 | 1921 | 1930  | 1950  | 1961  | 1970  | 1980  | 1991  | 2001  | 2011  | 2021  |
| ---- | ---- | ---- | ---- | ---- | ---- | ----- | ----- | ----- | ----- | ----- | ----- | ----- | ----- | ----- |
| 343  | 368  | 464  | 491  | 721  | 765  | 1 461 | 1 442 | 1 326 | 1 067 | 1 641 | 2 425 | 3 163 | 5 898 | 6 103 |

## Pamětihodnosti

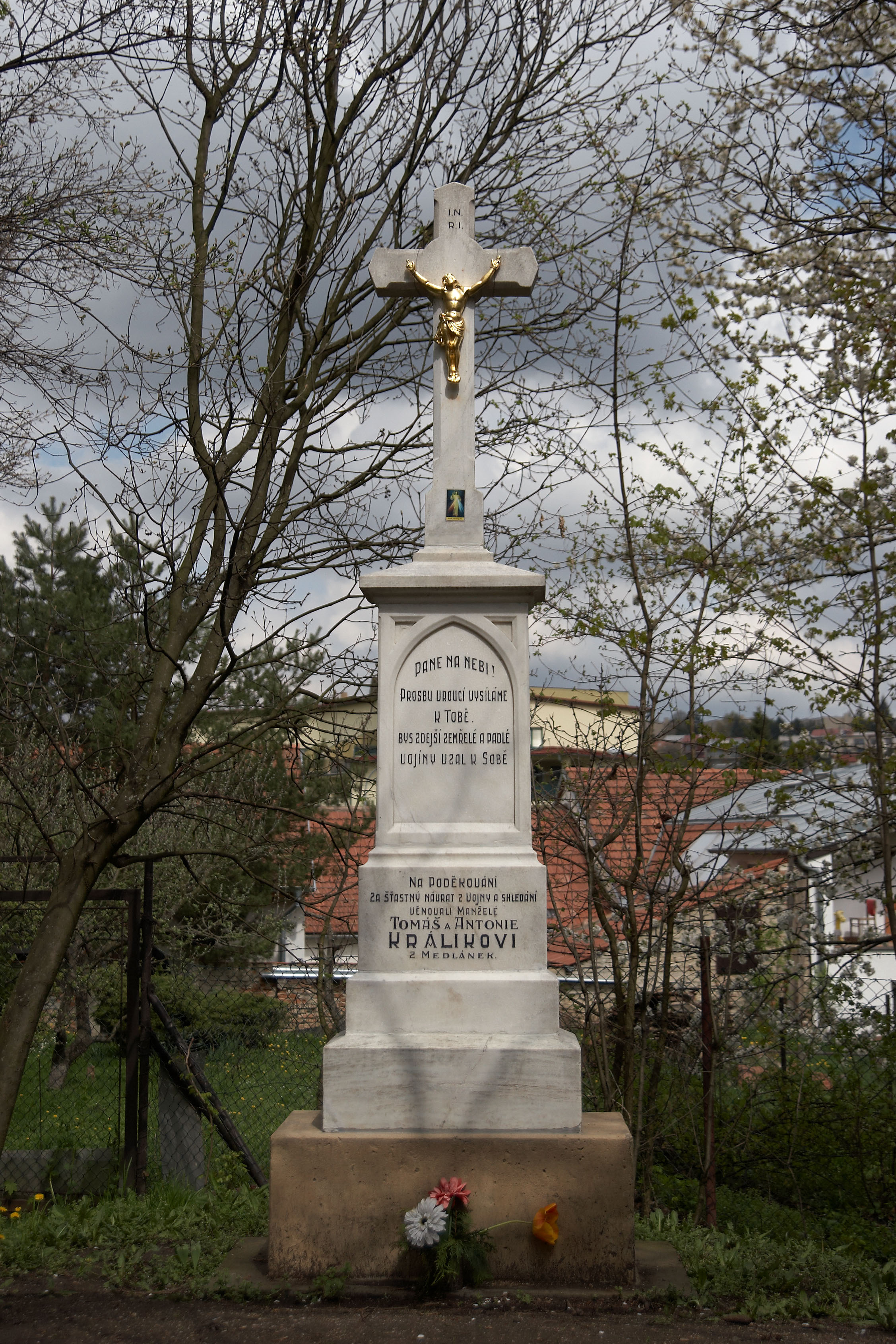
Kříž v zámeckém parku

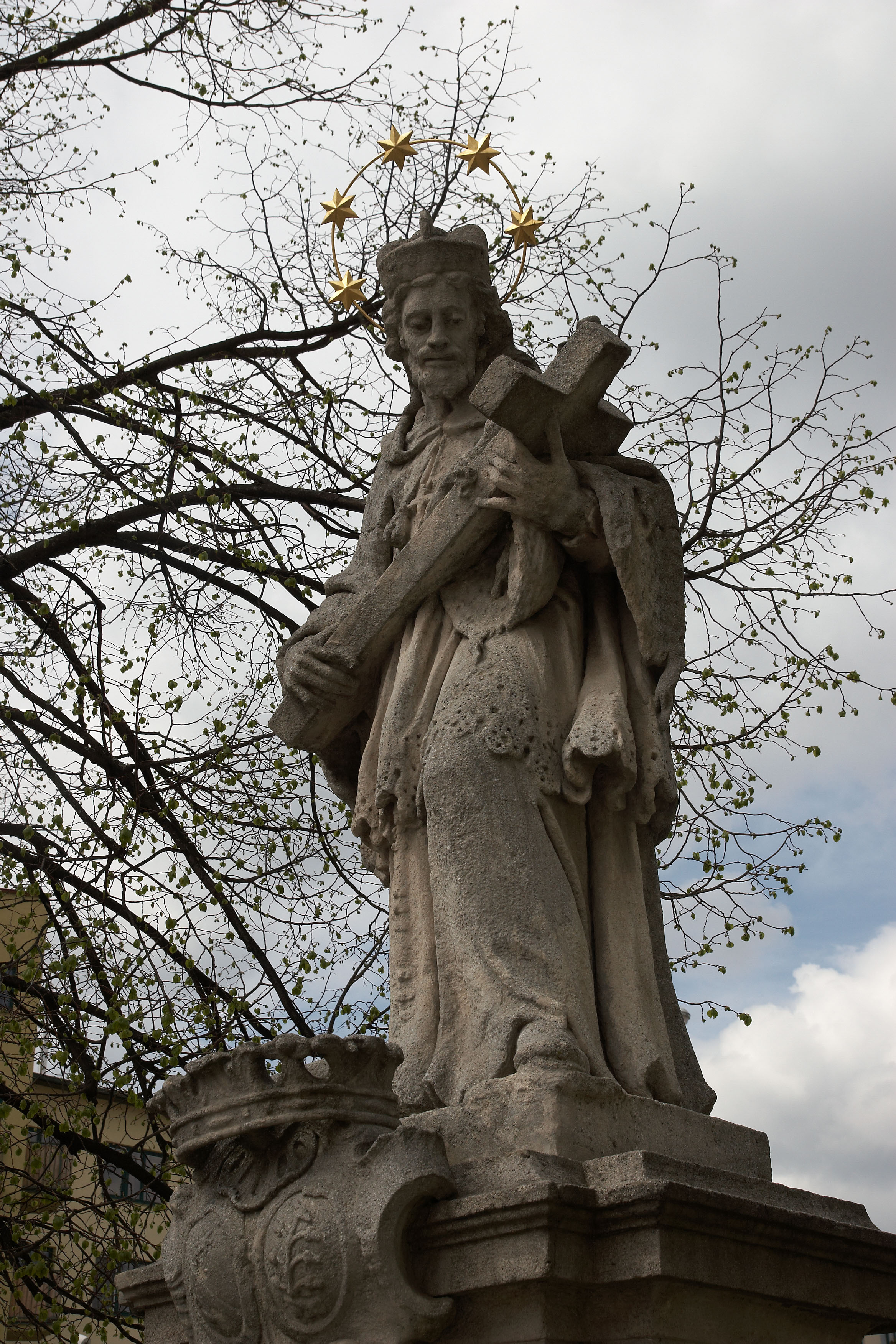
Socha Sv. Jana Nepomuckého

Státní památkový ústav v Brně evidoval roku 1935 v Medlánkách jako památky následující objekty: zámek, zámecký park, panský dvůr, sochu sv. Jana Nepomuckého, zvonici, památník padlých, dva kříže a předvěké naleziště v cihelně.[zdroj?] Podle novějšího soupisu je zde národním památkovým ústavem chráněno sedm objektů.

### Zámek a zámecký park
Kulturní památka. Původně přízemní budova raně barokního založení v užívání Nadace Marie Školské, zvednutá o jedno patro v pol. 19. stol. Park v jižním průčelí zámku po vykácení ovocné zahrady osázen okrasným stromovím. Původní barokní charakter parku průběhem času nabyl charakteru parku anglického se vzrostlým jehličnatým a listnatým stromovím. Na přelomu 20. a 21. století došlo k zásadní rekonstrukci parku – očištění od náletových dřevin a výsadba dřevin okrasných. 

### Panský Dvůr
Panský dvůr je přízemní barokní budova, ještě v roce 1935 s krásnými vyklenutými okenními mřížemi, byla do podoby známé z fotografií dostavěna v letech 1765 – 1766. V 90. letech 20. století započala rekonstrukce dvora a v jeho části, bývalé sýpce, zbudováno Společenské centrum Medlánek – SÝPKA. Postupně probíhají rovněž přestavby bočních traktů budovy.

### Socha sv. Jana Nepomuckého
Socha sv. Jana Nepomuckého je hodnotná barokní plastika neznámého autora z r. 1750, je památkově chráněna.

### Zvonice
Kulturní památka. Zvonice na nároží ul. Kytnerovy a Suchého postavena nepochybně ve stejné době jako socha sv. Jana Nepomuckého. Svědčí o tom zvon odlitý roku 1758 firmou I. F. Klietz. Další nápis na zvonu Anna constantia freyn miniatin zřejmě prokazuje, že jeho dárkyní byla Svobodná paní Konstancie Miniatiová z Campoli, roz. Žalkovská ze Žalkovic, která byla v letech 1749–1759 ředitelkou Nadace Marie Školské, která byla pro Medlánky do roku 1948 pozemkovou vrchností. Dnes o ní nejsou žádné informace.
V těsné blízkosti zvonice byl v roce 2021 postaven dvoupatrový rodinný dům, čímž ztratila své dominantní postavení.

### Kříže
Památkáři měli v Medlánkách evidovány dva: železný na Kytnerově ulici – na rozhraní s řečkovickým katastrem a dřevěný, v pozdější době nahrazený kamenným, na cestě k letišti. Třetí, v popisu památek nezaznamenaný, se nachází v Zámeckém parku.

### Památník odboje a padlým
Památník odboje a padlým byl postaven k 10. výročí vzniku ČSR v roce 1928 z podnětu místní organizace Čs. obce legionářské za přispění ostatních medláneckých spolků a občanů. V období 2. světové války – po příchodu německých orgánů – byl rozebrán a na bezpečném místě uložen. Ve své původní podobě však po válce nebyl nalezen a proto byl při jeho opětovné instalaci, v roce 1992, nahrazen památníkem novým.

### Předvěké naleziště v cihelně
Nálezy popsány v části o prehistorii Medlánek. Díky změnám hranic katastru se území dnes nachází v katastrálním území Řečkovice.